# Mark Lancaster
John Mark Lancaster, baron Lancaster de Kimbolton, (né le 12 mai 1970) est un homme politique du Parti conservateur britannique, membre de la Chambre des lords et officier de réserve de l'armée britannique. Il est député de North East Milton Keynes de 2005 à 2010, puis de Milton Keynes North, de la création du siège aux élections générales de 2010 jusqu'à sa retraite de la Chambre des communes aux élections générales de 2019.
Il est ministre après la formation du gouvernement de coalition en 2010, d'abord en tant que lord-commissaire du Trésor de Sa Majesté, avant de passer en mai 2015 au ministère de la Défense d'abord en tant que sous-secrétaire d'État parlementaire pour les anciens combattants, les réserves et le Personnel, puis le 13 juin 2017, il est nommé ministre d'État aux Armées, et occupe ce poste jusqu'à sa retraite du gouvernement le 16 décembre 2019. Il est nommé pour une pairie dans les honneurs de dissolution 2019 et créé baron Lancaster de Kimbolton le 16 septembre 2020 et présenté à la Chambre des lords le 12 octobre 2020.

## Jeunesse
Lancaster est né le 12 mai 1970 à Cambridge. Il fait ses études à la Kimbolton School dans le Huntingdonshire où son père Ronald Lancaster est aumônier. Il est diplômé avec un BSc en études commerciales de l'Université de Buckingham et MBA de l'Université d'Exeter Business School. Il reçoit un doctorat honorifique de l'Université de Buckingham en 2008.
Il est directeur de la société familiale Kimbolton Fireworks avant d'être élu au Parlement.

## Carrière militaire
Lancaster est nommé sous-lieutenant dans le Corps of Royal Engineers le 4 décembre 1988, pour un court service (SSLC). Entre 1988 et 1990, il sert dans l'armée britannique pour un SSLC prolongé à Hong Kong avec le 36e régiment du génie avant d'aller à l'université. Le 1er mars 1990, il passe à la Réserve et est promu lieutenant le 1er juillet 1991 puis capitaine le 1er juin 1997 (ancienneté à partir du 16 octobre 1995), avec promotion au grade de major le 13 mai 2004 (ancienneté à partir du 1er mars 2002).
Lancaster est en service actif à trois reprises, au Kosovo (1999-2000), en Bosnie (2001-2002) et en Afghanistan (2006). Il continue à servir dans le Corps d'état-major général (Late Royal Engineers), ayant auparavant commandé une unité de neutralisation d'explosifs.
Promu lieutenant-colonel le 1er février 2012 et colonel le 22 juin 2017, Lancaster est commandant adjoint de la 77e brigade (en) de juin 2018 à juillet 2020.
Il est nommé sous-colonel commandant de la brigade de Gurkhas le 1er septembre 2019 et est nommé président de l'examen des Forces de réserve 2030 en janvier 2020 . Il est promu brigadier le 1er août 2020 et sert ensuite comme directeur adjoint de la guerre conjointe au commandement stratégique du Royaume-Uni.
Il reçoit un certain nombre d'honneurs et de décorations militaires entre 2000 et 2016, dont la Décoration territoriale (TD) en 2002 et la Médaille du service des bénévoles des réserves (VRSM) en 2011. Il reçoit le Barreau pour cinq autres années de service en 2016.
Il est, a titre honorifique,colonel du régiment du Cayman Islands Regiment fondé en 2020.

## Carrière politique
Lancaster siège au conseil de district du Huntingdonshire entre 1994 et 1999.
Lancaster se présente sans succès comme candidat conservateur pour Nuneaton aux élections générales de 2001. Il est battu par le candidat travailliste Bill Olner.
Lancaster est élu député de Milton Keynes pour les conservateurs aux élections générales de 2005 et succédant à Brian White du Parti travailliste.
Pendant son temps en tant que député d'arrière-ban, il siège au comité du Vice-Premier Ministre (2005), Defence Select Committee (2006), Housing, Communities and Local Government Committee (2008–09) et au International Development Comité spécial (2009–10) .
En 2006, il présente un projet de loi de dix minutes à la Chambre qui permettrait aux conseils locaux d'interdire les verres et les bouteilles dans les clubs et les bars de fin de soirée et de les remplacer par du plastique. Lancaster présente également une motion en début de journée en 2006 demandant au gouvernement d'interdire la vente d'alcool dans des récipients en verre dans les bars après 23 heures,.
Il est le conseiller parlementaire (non rémunéré) de la Royal Society of Chemistry jusqu'à sa promotion au poste de ministre en 2012.
En 2011, il est membre du comité restreint spécial mis en place pour examiner le projet de loi qui est devenu la loi de 2011 sur les forces armées. Il est également membre du Public Bill Committee for the Defence Reform Act 2014.
En novembre 2017, il est nommé membre du Conseil privé.

## Carrière ministérielle
Entre 2005 et 2010, il est dans l'opposition, d'abord comme whip de l'opposition en 2006–2007, avant de devenir le ministre fantôme du développement international en 2007 jusqu'aux élections générales de 2010.
Après sa réélection en 2010 et la formation du gouvernement de coalition, il est initialement nommé PPS du secrétaire d'État au développement international, puis est nommé Lord commissaire du Trésor en septembre 2012. Il est nommé sous-secrétaire d'État parlementaire chargé du personnel de la défense et des anciens combattants au ministère de la Défense à la suite de la formation du deuxième ministère du Cameron le 12 mai 2015. Il est reconduit par Theresa May lorsqu'elle est devenue Premier ministre en juin 2016 et ajoute des réserves à son portefeuille, changeant le titre de poste en ministre des Anciens combattants, des réserves et du personnel de la Défense. Il est promu ministre d'État aux Forces armées après les élections générales de 2017. Il est nommé au Conseil privé en novembre 2017. En novembre 2019, il annonce sa retraite de la Chambre des communes.

## Vie privée
Lancaster vit à Gosport avec sa femme, députée conservatrice de Gosport Caroline Dinenage. Il a précédemment épousé Katherine Reader en 1995 avant de se séparer en 2006 et de divorcer en 2009. Il est brièvement en couple avec Amanda Evans avec qui il a une fille. En février 2014, il épouse Caroline Dinenage, également mariée auparavant,. 